# テレビ朝日水曜8時枠の連続ドラマ
『テレビ朝日水曜8時枠の連続ドラマ』（テレビあさひすいようはちじわくのれんぞくドラマ）は、過去3期に渡ってテレビ朝日系列の水曜20時台（JST）に放送されたテレビドラマの放送枠の名称である。
なお19:30 - 20:56で放送された作品も、便宜上本項で扱う。

## 歴史
- 歌謡番組や19時台からの単発特別番組枠を放送していたこの枠も、かつてはドラマを放送、初期は名作『鉄道公安36号』や海外作品、その後日曜20:00との枠交換で東映作品を放送したが、1968年9月25日終了の『青い太陽』を最後にドラマは長期の中断、同時に国産作品は事実上の終了となる。
- それから19年後、平日19:20 - 20:00に報道番組『ニュースシャトルANN』が設置され、『新・水曜スペシャル』が廃枠になったのに伴い、月曜20:00から海外作品『ナイトライダー』が移動、そして1995年11月22日からは再び海外路線を放送するも、1998年春改編で廃枠となったが、2023年現在の時間帯は『くりぃむクイズ ミラクル9』というバラエティ番組枠が放送されている。

## 放送作品一覧
▲マークは海外作品。

### 第1期
- マーベリック（1961年5月17日 - 1962年4月25日）▲ - ここから20:00 - 21:00。
- アンタッチャブル▲
- サスペンス62
- 虹の劇場
- ドクターキルデア（1962年10月3日 - 1963年3月27日）▲
- 判決（1963年4月10日 - 4月24日） - 火曜20:00より移動、5月より45分繰下げ。
- 鉄道公安36号（1963年6月5日 - 1966年9月28日） - 1963年9月25日までは20:45終了（それ以降は20:56終了）。木曜20:00へ移動。
- ターザン（1966年10月5日 - 1967年6月28日）▲ - 1967年3月までは19:30開始の90分番組。日曜20:00へ移動。
- 青空に叫ぼう（1967年7月5日 - 1968年3月27日）
- 青い太陽（1968年4月3日 - 9月25日）

ドラマ中断。この間は歌謡番組『歌のグランドヒットショー』→『歌のビッグステージ』→『ベスト30歌謡曲（第1期）』（一時NET・MBS共同制作による19:30 - 20:55の時期もあり）、19時台からの単発特別番組枠『水曜スペシャル』（19:30 - ）→『新・水曜スペシャル』（19:00 - ）を放送。なお継続中に終了時刻が20:55→20:54に変更、さらに1975年4月より腸捻転解消で、近畿広域圏のネットが毎日放送から朝日放送に変更。

### 第2期
- ナイトライダー（1987年10月21日 - 1988年2月3日）▲ - 月曜20:00より移動。ここから20:00 - 20:54。

ドラマ中断。この間はバラエティ番組『ビートたけしのスポーツ大将（第2期）』、19時台からの単発特別番組枠『水曜スーパーテレビ』（19:30 - ）→『水曜スーパーキャスト』（19:00 - ）→『水曜特バン!』（19:30 - ）を放送。

### 第3期
- Xファイル（1995年11月22日 - 1996年5月29日）▲
- シカゴ・ホープ（1996年6月5日 - 9月11日）▲
- Xファイル II（1996年10月30日 - 1997年4月30日）▲
- Xファイル III（1997年5月7日 - 12月10日）▲
- シカゴ・ホープ2（1998年1月14日 - 3月11日）▲